# 聖母教堂 (布雷達)
聖母教堂（荷蘭語：Onze-Lieve-Vrouwekerk）是位於荷蘭城市布雷達的一座羅馬天主教的教堂，也是布雷達最重要的地標。教堂的高塔高度為97米。

## 外部連結
- Website of the Grote Kerk （页面存档备份，存于）